# 水原英里
水原 英里（みずはら えり、1980年5月24日 - ）は、日本の声優、ナレーター、リポーター、プロレスのリングアナウンサー。

## 経歴
- 俳協ボイスアクターズスタジオ18期生。
- 2001年、東京俳優生活協同組合所属となる。
- 2004年9月4日、M's Style新木場1stRING大会でリングアナウンサーデビュー。

## 人物
- イラストが得意でプロ級の腕前という。

## 出演作品

### テレビアニメ
- ToHeart2（玲於奈）
- ぽぽたん（携帯音声）

### テレビ
- 原宿キラキラ学院（ナレーション）
- 女子プロレスのお仕事（ナレーション）

### OVA
- OVA ToHeart2（玲於奈）

### ゲーム
- 悪魔城ドラキュラ Xクロニクル（イリス）
- ハートフルシミュレーター PACHISLOT ToHeart2（玲於奈[1]）

### その他
- 新世紀エヴァンゲリオン（リニューアル版追加キャスト、役名無し）